# Gmina Konjic
Gmina Konjic (boś. Općina Konjic) – gmina w Bośni i Hercegowinie, w kantonie hercegowińsko-neretwiańskim. W 2013 roku liczyła 25 148 mieszkańców.